# Mado Supt
Madeleine Yvonne Suzanne Supt, coniugata Bonnet, detta Mado (Romans-sur-Isère, 27 maggio 1934 – Saint-Genis-Laval, 8 febbraio 2006), è stata una cestista francese.

## Carriera
Con la Francia ha disputato i Campionati europei del 1954 e del 1956.